# Lophostethus
Lophostethus là một chi bướm đêm thuộc họ Sphingidae.

## Các loài
- Lophostethus dumolinii - (Angas, 1849)
- Lophostethus negus - Jordan, 1926